# Шардт, Йохан Грегор ван дер
Йохан Грегор ван дер Шардт (голландское произношение: Ян Грегор ван дер Схардт; нидерл. Johan Gregor van der Schardt; 1530[…], Неймеген, Гелдерланд — 30 ноября 1591, Нюрнберг, Баварский округ) — голландский и датский скульптор, представитель Северного Возрождения. 

## Биография
Родился около 1530 года в Неймегене. В 1560-е годы отправился в Италию, где познакомился с работами итальянских мастеров, и где сам работал, в частности, в Болонье. Из Италии отправился сперва в Вену, где в 1569—1576 годах находился на службе у императора Максимилиана II, а затем в Нюрнберг, богатый торговый город, где создавал расписные терракотовые бюсты представителей местного купечества (так называемых патрициев). Еще в 1573 году, находясь в Вене, ван дер Шардт создал свой скульптурный автопортрет. Это один из самых ранних примеров в истории, когда скульптором был создан автопортрет, являвшийся самостоятельным произведением, а не второстепенным элементом другого.
Из Нюрнберга ван дер Шардт отправился в Данию, где участвовал в строительстве Ураниенборгской обсерватории Тихо Браге. В 1576 году с острова Хвен, где строилась лаборатория, скульптор перебрался в Копенгаген, где следующие три года работал при датском королевском дворе. В 1579 году ван дер Шардт снова вернулся в Нюрнберг.
Последующие годы жизни Ван дер Шардта известны плохо. Предполагается, что он делил своё время между Нюрнбергом, Ураниенборгом и Копенгагеном. Скончался скульптор в начале 1590-х годов, предположительно, в Ураниенборге.
Ван дер Шардта в своём капитальном труде упоминает «отец искусствоведения» Джорджио Вазари, причём ван дер Шардт стал одним из немногих неитальянцев, чьё творчество Вазари удостоил высокой оценки.
Сохранившиеся работы Ван дер Шардта хранятся в ряде ведущих музеев европейских стран.

## Галерея

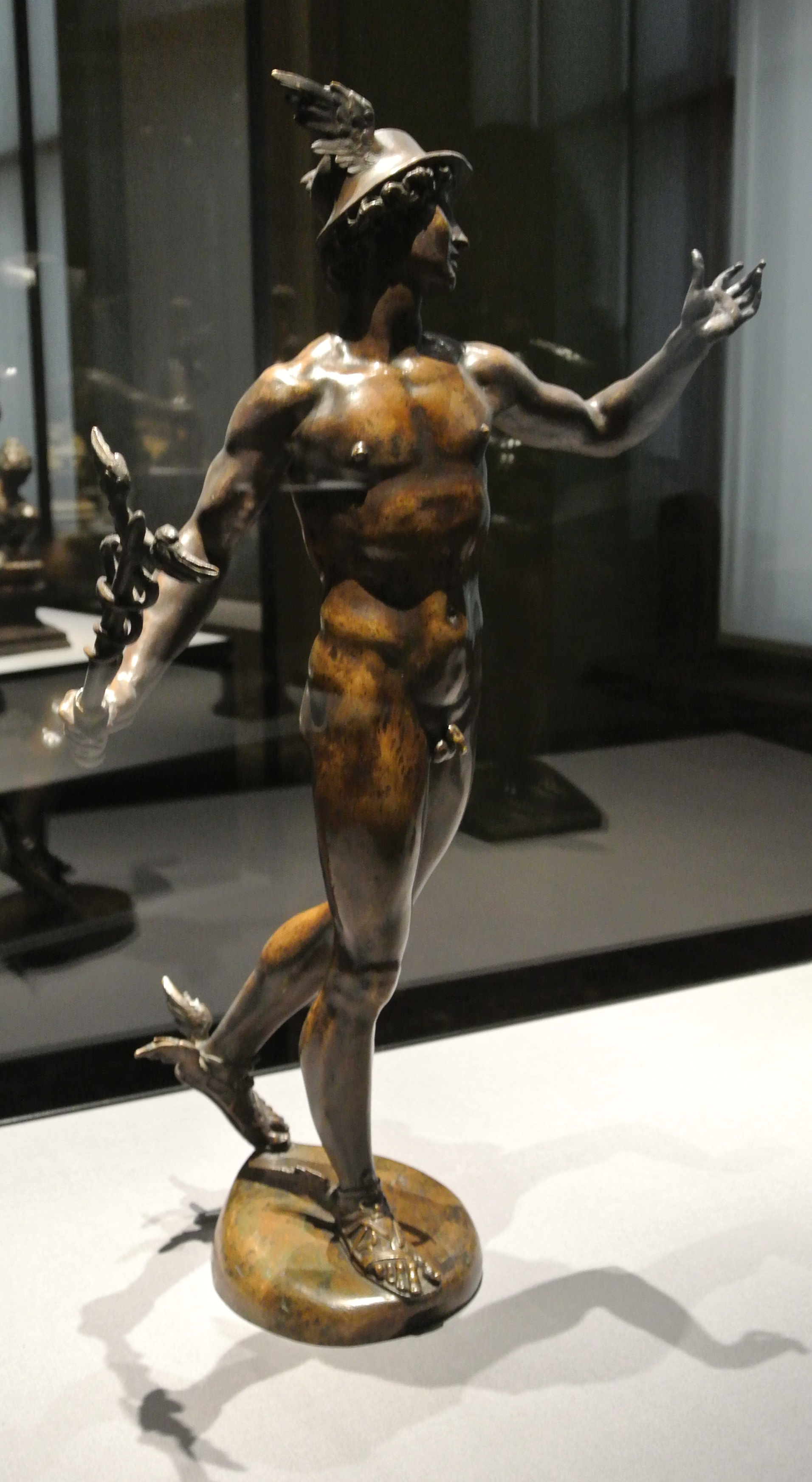
Меркурий, Музей истории искусств, Вена
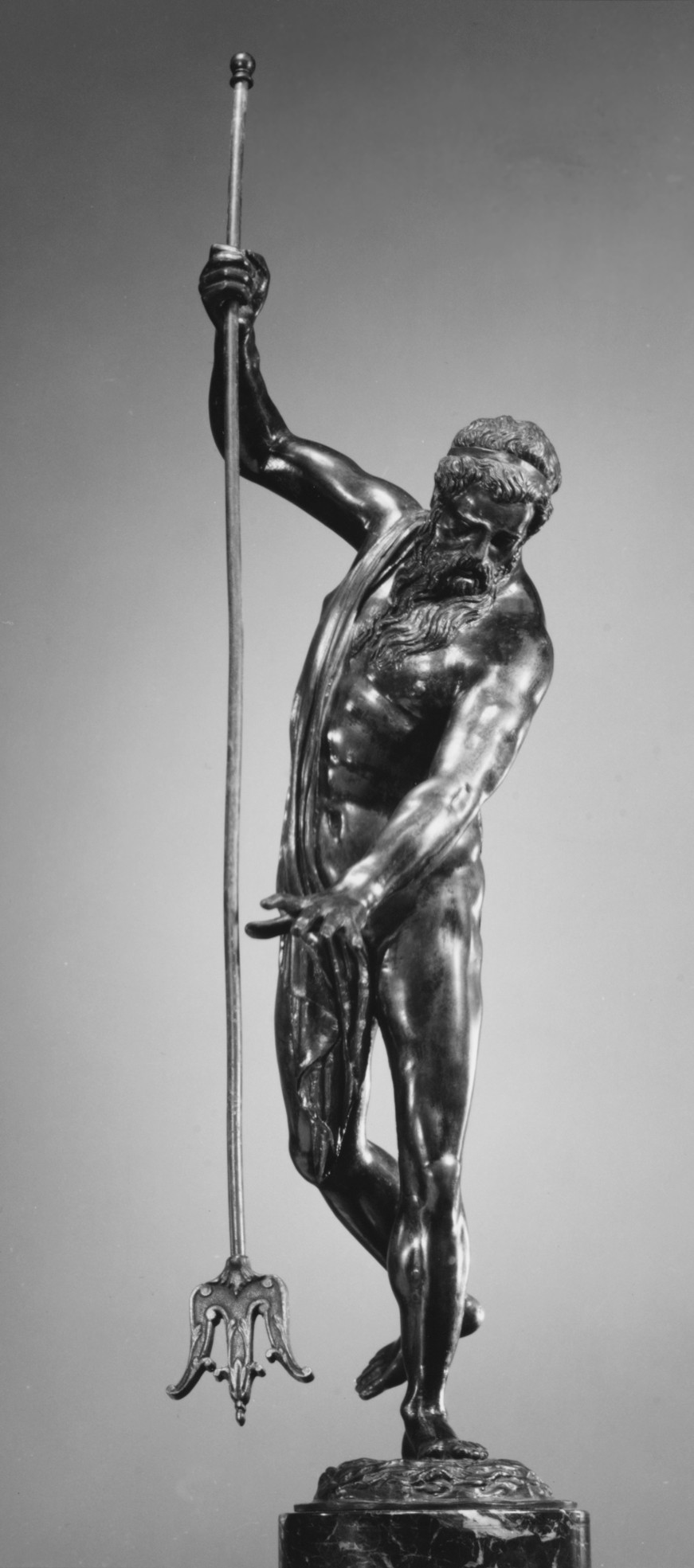
Посейдон, Метрополитен-музей, Нью-Йорк
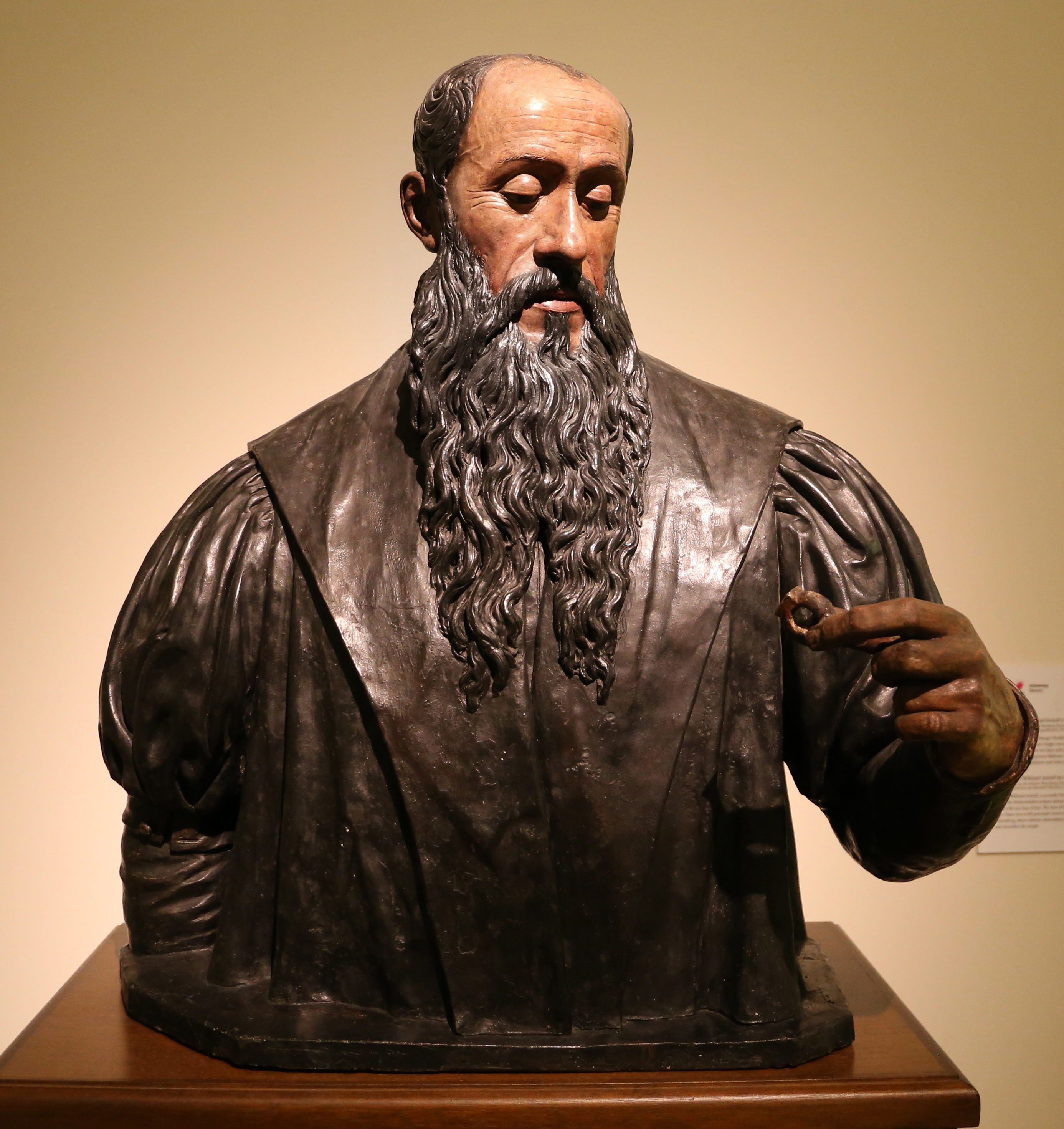
Бюст Виллибальда Имхофа. Музей Боде, Берлин.
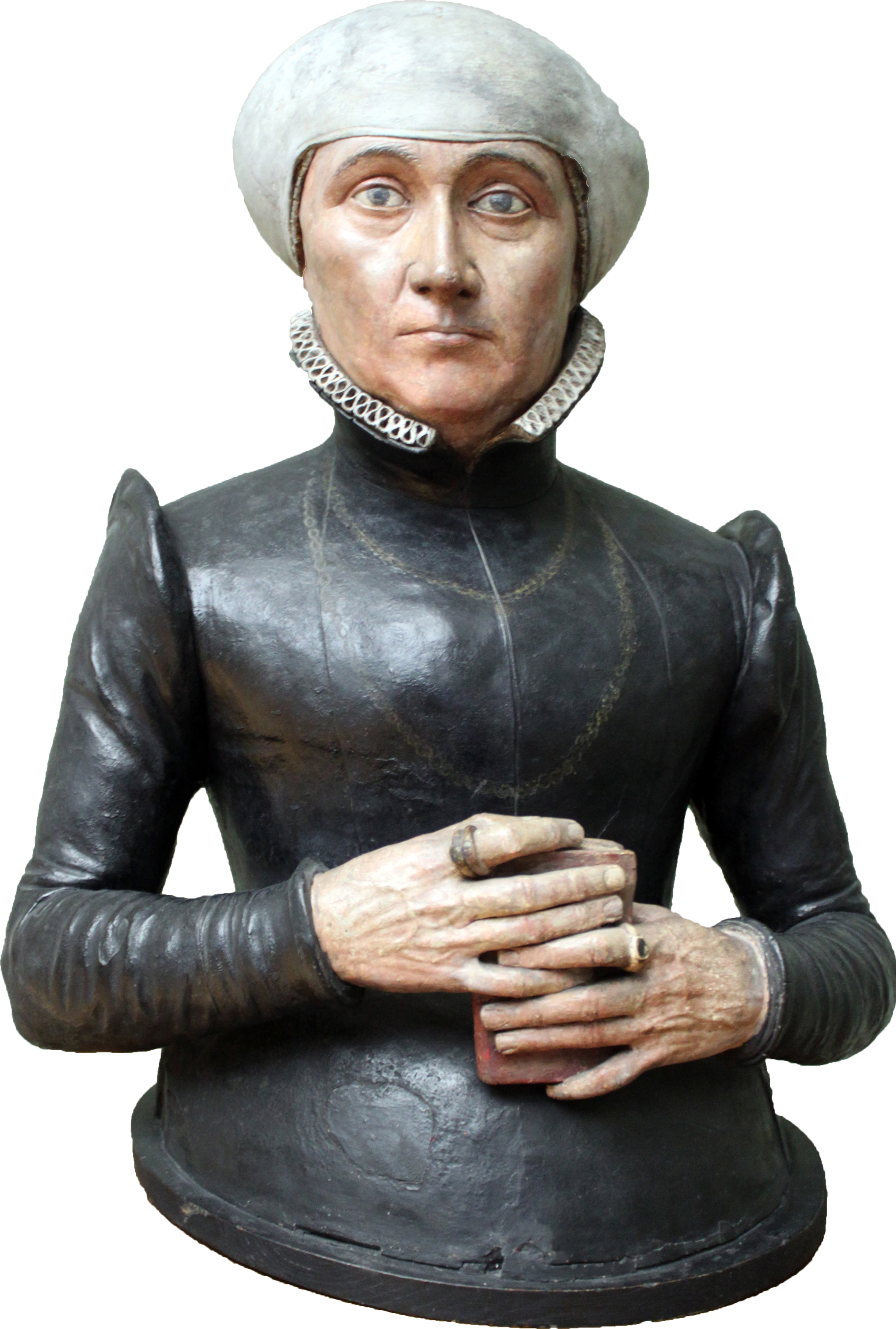
Бюст Анны Имхоф. Музей Боде, Берлин.
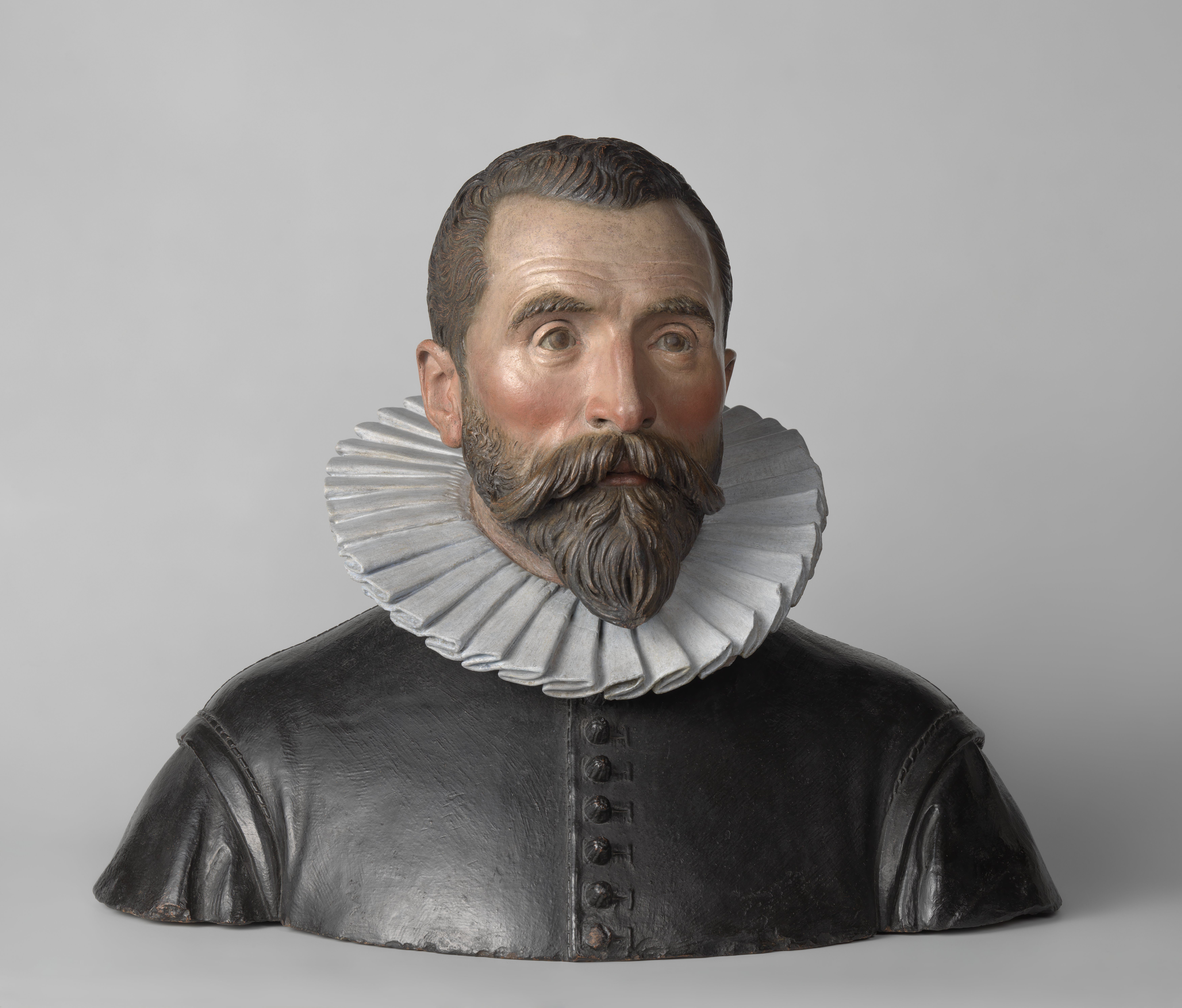
Бюст Иоганна Нойдорфера Младшего. Рейксмюсеум, Амстердам.
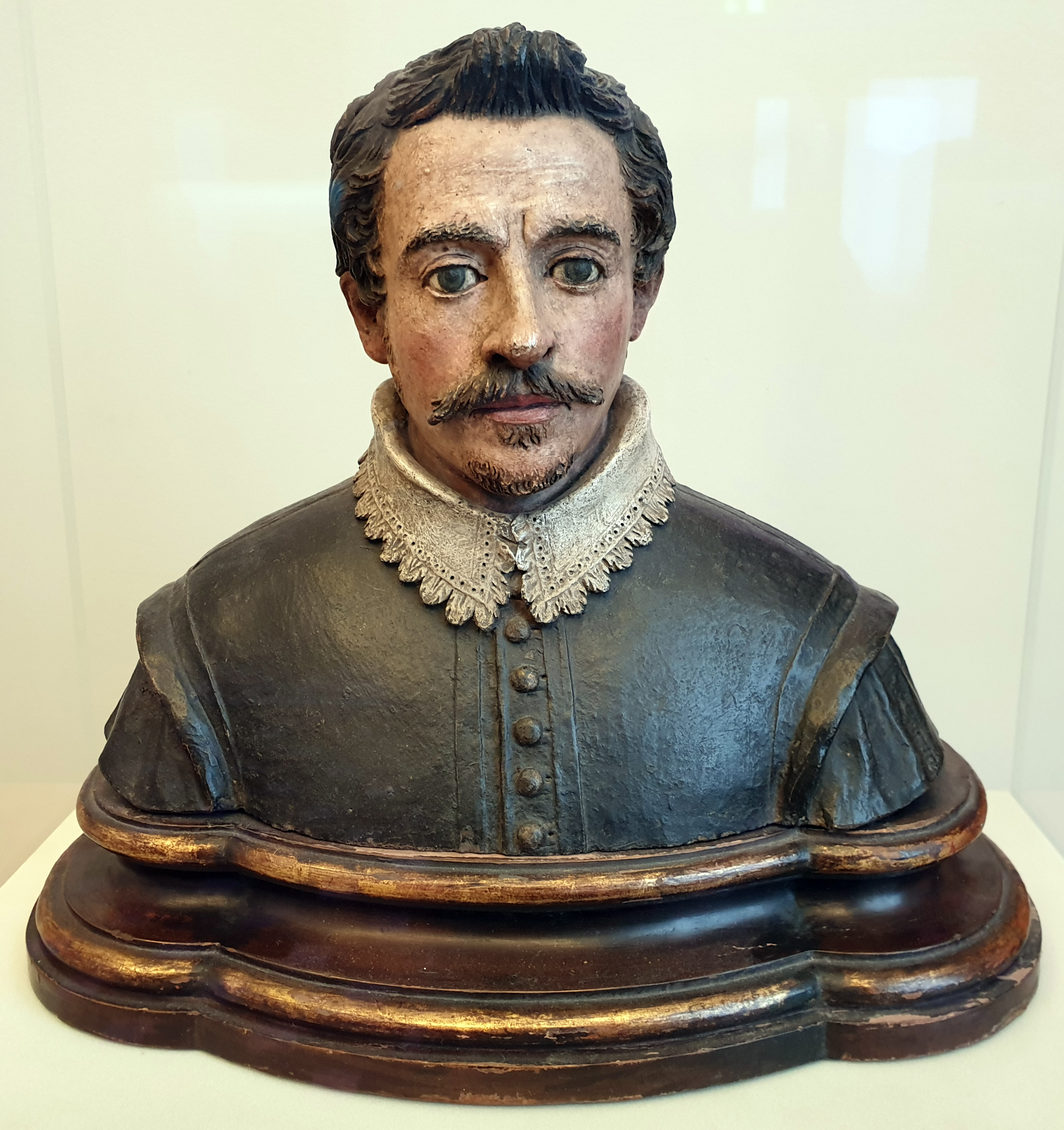
Бюст неизвестного. Музей Боде, Берлин.
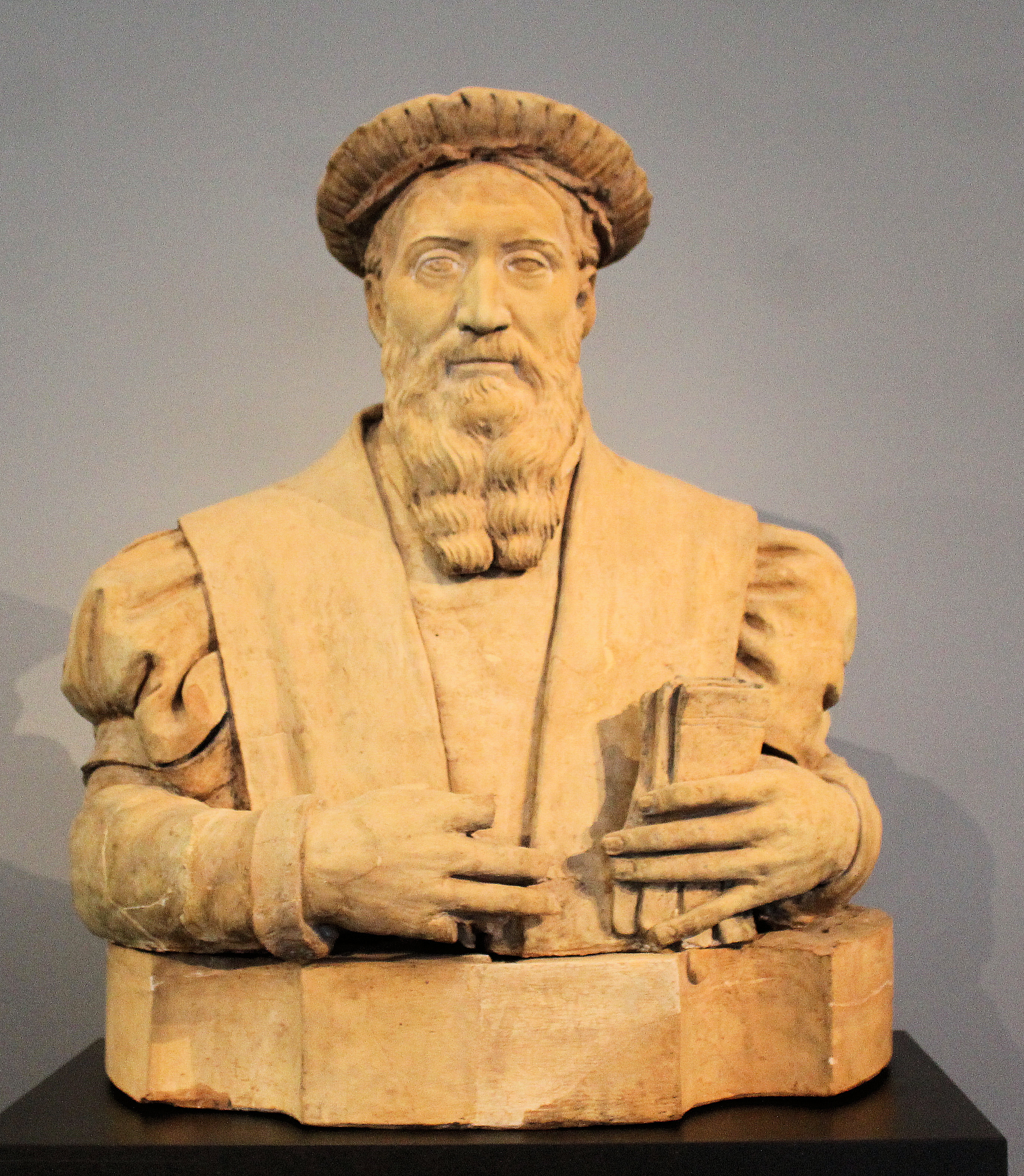
Бюст неизвестного (учёного?). Музей скульптуры Либигхаус, Франкфурт-на-Майне.
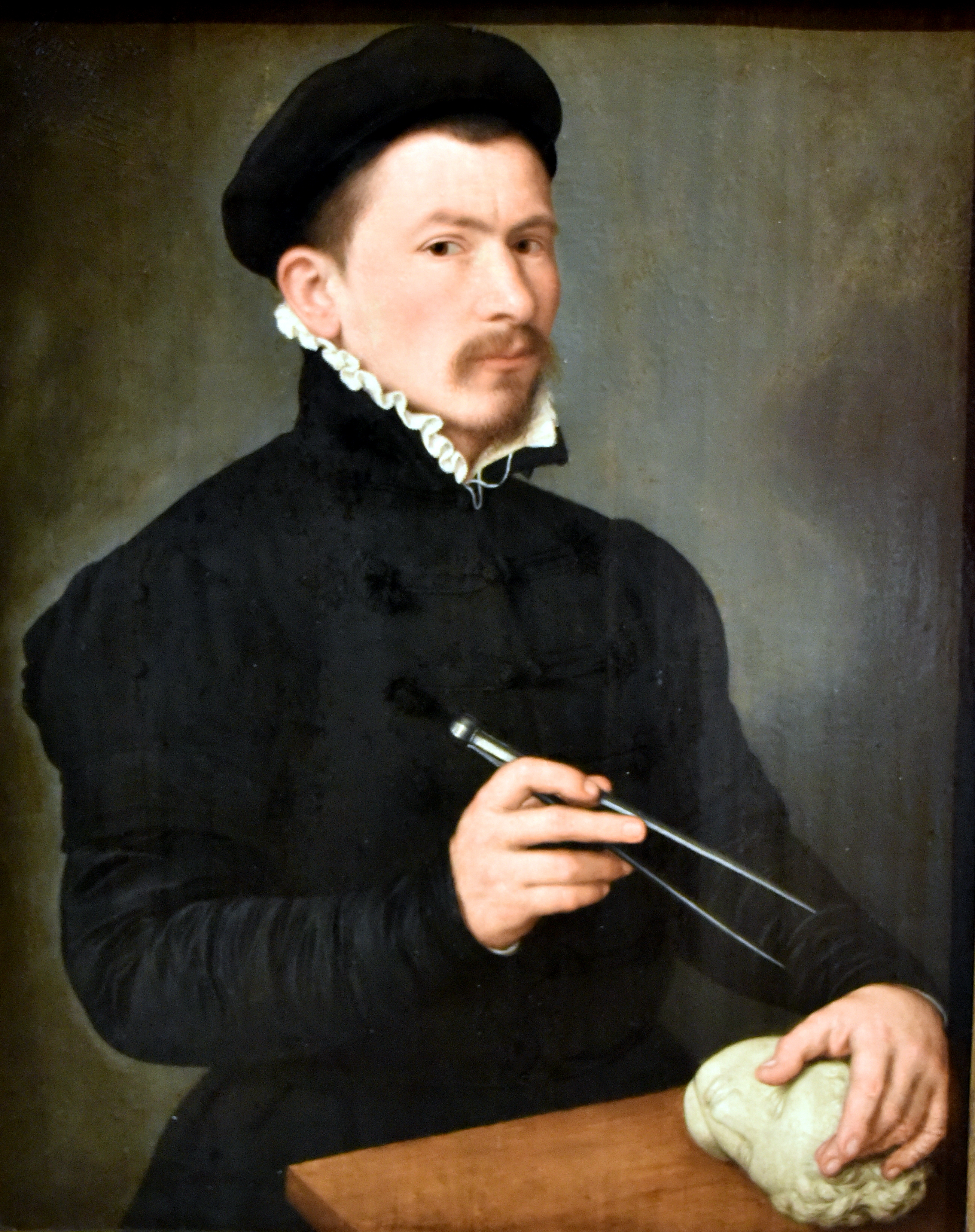
Портрет скульптора (предположительно Йохана ван дер Шардта) работы Николаса Нёфшателя. 1570-е. Национальный музей Швеции, Стокгольм.